# I Spionklør
I Spionklør er en dansk stumfilm fra 1917 med ukendt instruktør.

## Handling
Denne artikel mangler et handlingsreferat. Hjælp os med at skrive det.

## Medvirkende
- Nathalie Krause - Vera, spionchef
- Paul Welander - Morton, general-kommandant
- Susanne Friis - Alice, Mortons datter
- Einar Bruun - Alfred, Alices fætter
- Charles Wilken - Lancier, ågerkarl
- Tronier Funder - Richard, løjtnant
- Mogens Enger